# Thomas Penny
Thomas Penny (1532 – gennaio 1589) è stato un medico ed entomologo inglese.
È noto principalmente per aver contribuito al libro di entomologia Insectorum sive minimorum animalium theatrum, insieme a Edward Wotton e Conrad Gessner.
| Controllo di autorità | VIAF (EN) 93819239 · ISNI (EN) 0000 0000 7854 4244 · CERL cnp01222255 · LCCN (EN) n86837308 · GND (DE) 141000856 · J9U (EN, HE) 987007385564205171 |